# 下奥拉
下奥拉是德国黑森州赫斯费尔德-罗滕堡县的一个市镇。总面积64.17平方公里，总人口5416人，其中男性2637人，女性2779人（2011年12月31日），人口密度84人/平方公里。